# Psechrus conicus
Espèce
Psechrus conicus est une espèce d'araignées aranéomorphes de la famille des Psechridae.

## Distribution
Cette espèce est endémique du Yunnan en Chine,.

## Publication originale
- Feng, Zhao, Wu, Ma, Yang, Li & Yang, 2016 : Four new species of Psechrus from Yunnan Province, China (Araneae, Psechridae). Zootaxa, no 4088(2), p. 177-200.